# دقة (تونس)
دُقَّة هي مدينة أثرية (دقة الآثار) تقع في معتمدية تبرسق من ولاية باجة، بالشمال الغربي لتونس.

أُدْرِجت ضمن لائحة التراث العالمي لمنظمة اليونسكو سنة 1997، باعتبارها أفضل مدينة رومانية محفوظة في شمال أفريقيا. تموقع دقّة، وسط ضيعة فلاحيّة، جعلها محميّة من الزّحف العمراني، عكس قرطاج مثلا، التي نُهبت وتمّت إعادة بناءها العديد من المرّات.

تتميّز المدينة بامتدادها على مسافة 70 هكتارا، محافظتها على الآثار وبثراء تاريخها البونيقي، النّوميدي، الروماني والبيزنطي.
تستمد مدينة دقة اسمها الحالي من اسمها الأمازيغي القديم وهو تُوغًّا Thugga و يعني اسمها الجّبل الصّخري.

## الموقع

موقع مدينة دقة في افريقيا الرومانية

تقع دقّة على بعد 5 كيلومترات من معتمديّة تبرسق و حوالي 108 كم من العاصمة تونس. شُيّدت المدينة على هضبة تطل على مناظر رائعة على هضاب، عيون جارية، حقول قمح وزيتون وسهول منها سهل وادي خلّاد، ويشهد موقعها على أوضاع
الإتّصال بين العالمين البونيقي والبربري، إذ تحيط بها من الشرق خنادق فوساريجيا ومن الشمال الشرقي جرف شديد الانحدار يسمَى جرف كاف دقّة، وهذا ما جعل منها موقع محصّن، لديه وضعيّة دفاعيّة جيّدة.

## تاريخ المدينة
أصبح تاريخ دقّة معروفا، بعد الغزو الروماني، رغم وجود معالم فيها مثل المقبرة وضريح آتيبان بن أبتيمتاح والمعابد التي تمّ العثور عليها إثر الحفر والتي ترتبط بفترات ما قبل الفترة الرومانية. وتشهد هذه المعالم على أهميّة المدينة من قبل قدوم الرومان.

### المدينة الإفريقية القديمة
الاسم النوميدي للمدينة TBGG والاسم اللوبي TBG يعني «يحمي» حسب غابرييل كامبس وبذلك تتّضح تسمية المدينة، من خلال خصائص الموقع إذ أنّه موقع يسهل الدّفاع عنه.

يعود تأسيس المدينة إلى القرن السّادس ق م. ويذهب بعض المؤرخين للاعتقاد بأنه من الممكن التّعرف على دقّة من خلال أغاثقلس، ملك صقلية، الذي أطلق عليها تسمية TOKAÎ وعرّفها على أنّها «المدينة جميلة من الحجم الكبير».

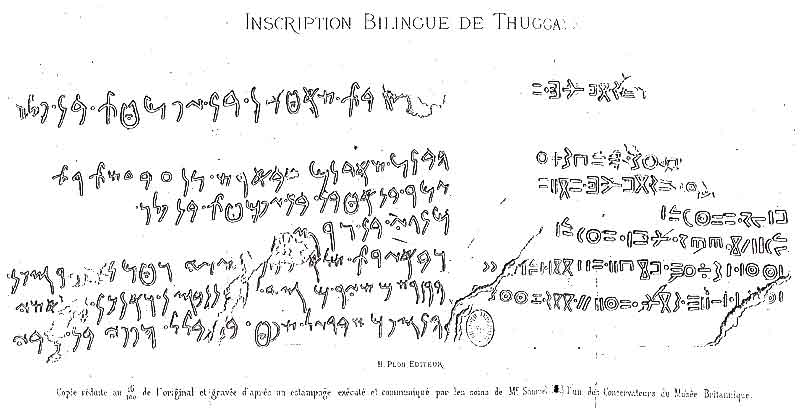
نقش ثنائي اللغة على ضريح دقة، معروض بالمتحف البريطاني

في جميع الأحوال، كان الاستيطان البشري للموقع، مبكّرا ومهمّا وقد اتّخذ شكلا حضاريّا ويتضح ذلك من خلال وجود مقابر بالمناطير. أقدم دليل أثري من دقة، مقام بعل آمون، لوحات تذكارية بونيقية ضريح، شظايا معمارية ومعبد مخصص لماسينيسا، تم العثور عليها خلال الحفريات.

## اكتشاف الموقع
سنة 1631 ، زار الرّحّالة توماس داكروس دقّة وأخذ نقيشة أثريّة وقدّمها إلى أحد مواطنيه وهو العالم بيراز الذي انكّب على دراستها. حينها كانت دقة مخفية وسط ضيعة فلاحيّة صغيرة، ثم أصبحت منذ بداية القرن 18 م من أهمّ المواقع الأثريّة التي يرتادها الرحّالة الأوروبيّون في البلاد التونسيّة. فانطلقت الأبحاث بنسق حثيث منذ السنوات الأولى للحماية الفرنسيّة بتونس سنة 1881 . وكانت الحصيلة حفر ثلث الموقع تقريبا لكن هذه الحفريات مكنت من إبراز عدد كبير من المعالم المتنوّعة والتي تعود إلى عدّة فترات تاريخيّة. ونجد من بينها معالم فريدة من نوعها جعلت من دقة موقعا خارقا للعادة.

## المعالم الاثرية
توجد في المدينة الأثرية أطلال تمثل حقبا تاريخية متعاقبة، بدءا من الآثار الليبية القرطاجية، مثل ضريح آتيبان بن أبتيمتاح، مرورا بالمعابد الرومانية مثل معبد الكابيتول ومعبد ماركير (Mercure) الذي شُيّد في نهاية القرن الثاني وغيرهما، المسرح الرّوماني، بعض المقابر الرومانية، قصور، السّاحة والممرّات، أقواس النصر، حمامات عمومية، حمّامات ساخنة، منازل فخمة مفروشة بالفسيفساء، وانتهاء بالتحصينات البيزنطية. كما تكتسب دقة 2000 نقيشة لوبيّة، بونيّة محدثة، إغريقيّة ولاتينيّة.
ولعل ما يميز «دقة» عن أغلبية المواقع الأثرية الأخرى، هو أنها لم تتعرض للدمار بفعل الزلازل التي ضربت المنطقة، كما نجت من الغزو الروماني الذي أتى على العديد من المدن المجاورة. وبآثارها الغنية والفريدة من نوعها.

### المسرح الروماني
يقع المسرح في مدخل المدينة الأثرية كانت تقام فيه المسرحيات والطقوس الدينيّة. يتكوّن المسرح من ثلاث أجزاء: المدارج، الأركسترا وخشبة المسرح ويتّسع لأكثر من 3000 متفرّج.

### مبنى الكابيتول
يحنل أكبر مساحة من بين المباني الأخرى ويقع بجانب المسرح، وهو عبارة عن معبد لعبادة الثالوث الإلهي لمدينة روما، بني على النمط الروماني وبه مدرج يفتح على بوابة بأربع أسوار وساريتين في الداخل وفي الأعلى توجد نقشة تمثل رجلا محمولا على نسر. شُيد المبنى في بداية النصف الثاني من القرن الثاني ميلادي ويعود تاريخه بين 166 و167، وهو المبنى الذي كان يسكن فيه القيصر (الحاكم) .

### الضّريح
و هو ضريح آتيبان بن أبتيمتاح ، أحد أمراء نوميديا ويبلغ طوله 21 مترا.

### أصنام برؤوس مقطوعة
تمثّل الأصنام الأشخاص الذين عاشوا في تلك المدينة، التي تضم التاريخ الفينيقي والعمارة الرومانية، وتتميز الأصنام بكبر حجمها وبالرداء الفاتح الذي كان يرتديه الملوك ورجال المدينة.

### لوحات الفسيفساء
تحتوي البيوت الرّومانيّة الموجودة بدقّة على لوحات فسيفساء أرضيّة كبيرة الحجم وملوّنة، كما توجد مجموعة أخرى من اللّوحات التي تمثّل ملامح الحياة اليومية (تنشيط، آلهة، أرباب، جلسات خمريّة...) كما نجد مشاهد ميثولوجيّة. تمكّن مختلف هذه العروض من تصور ومعرفة عقليّة السكّان الدقيين Thargenses . أكثر من عشرين لوحة منها معروضة ب المتحف الوطني بباردو .

## مهرجان دڨة الدولي
هو مهرجان سنوي للموسيقى يقام كل سنة من يوم 25 يوليو إلى يوم 13 (توضيح) شهر أغسطس بالمسرح الرّوماني.

## معرض الصور

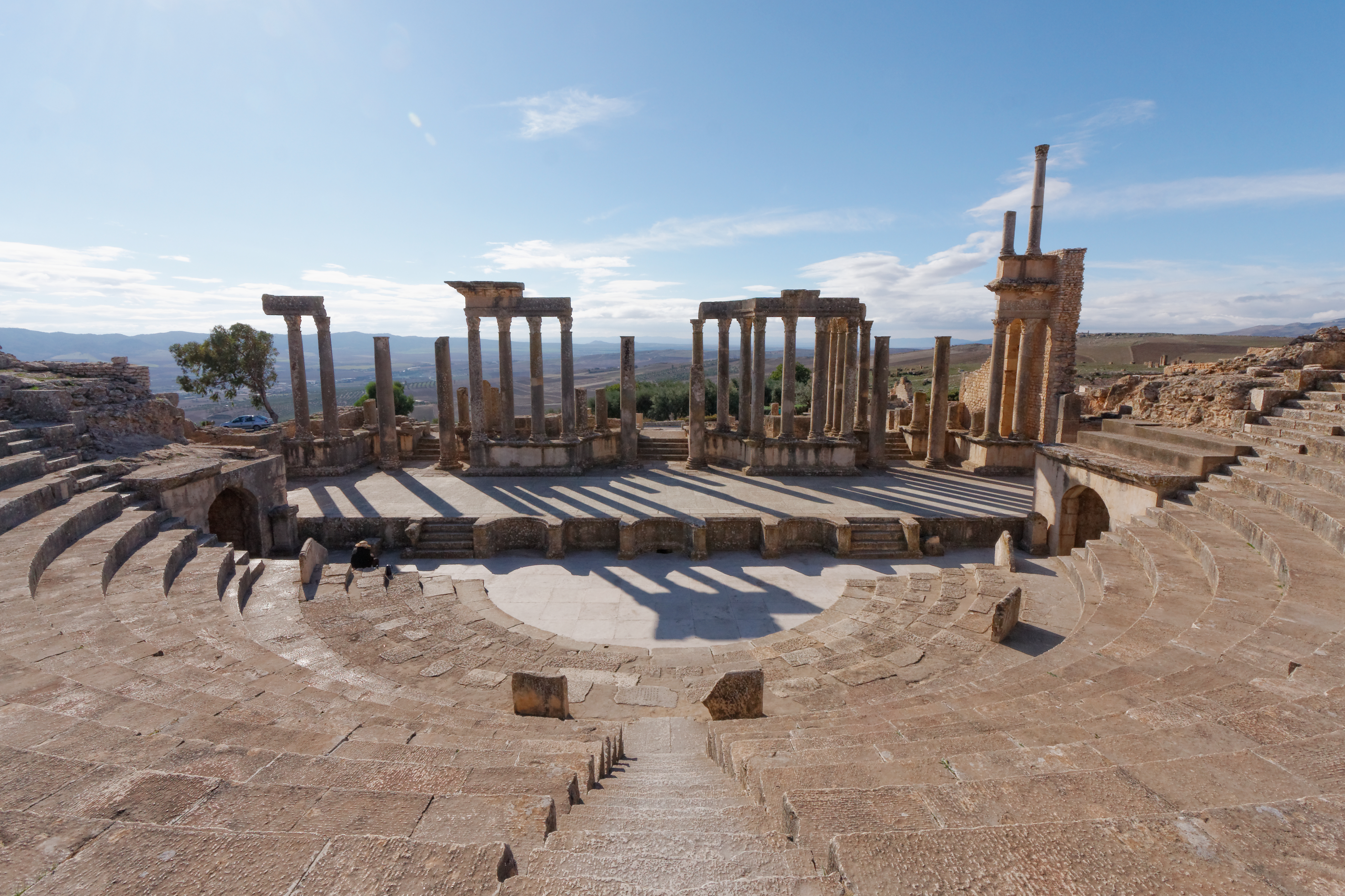
مسرح دقة الأثري
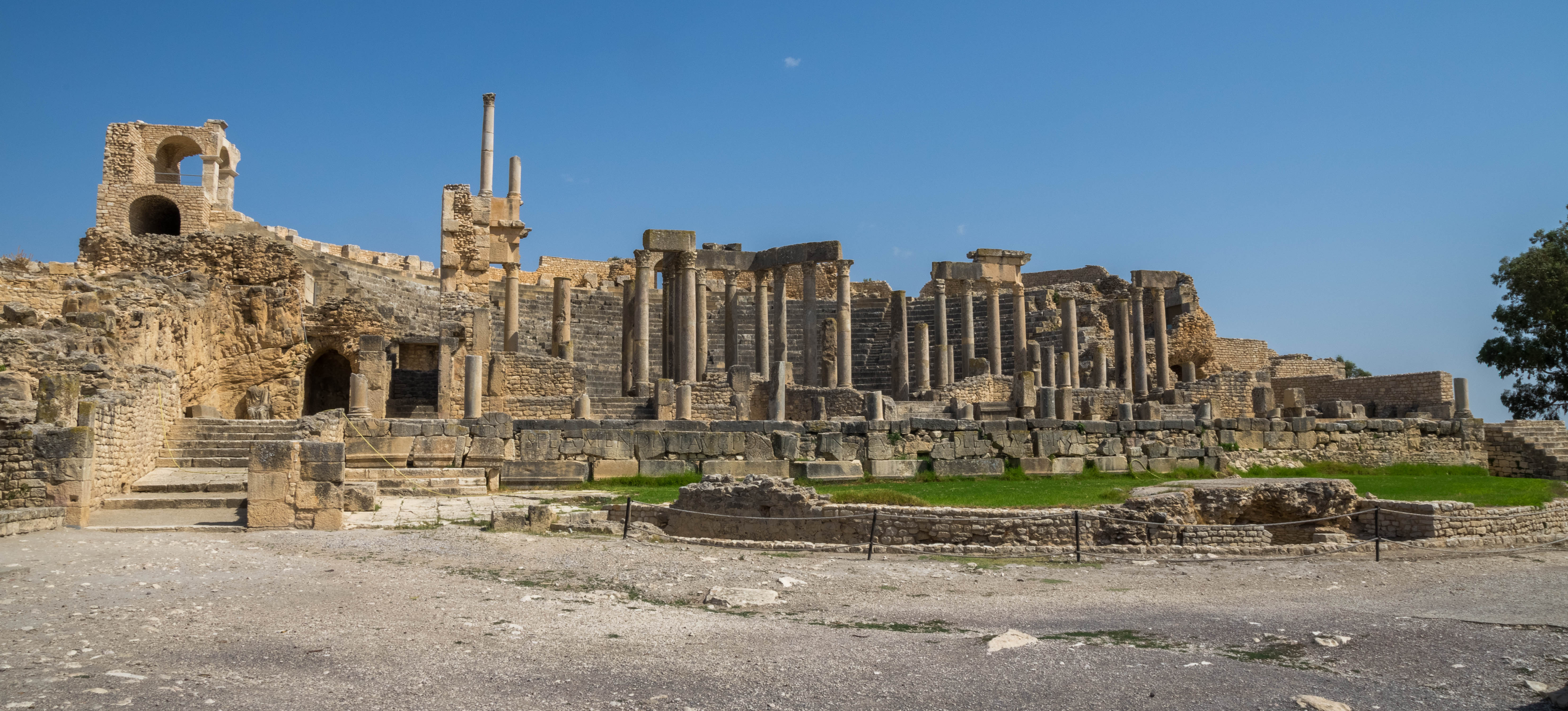
مسرح دقة الأثري
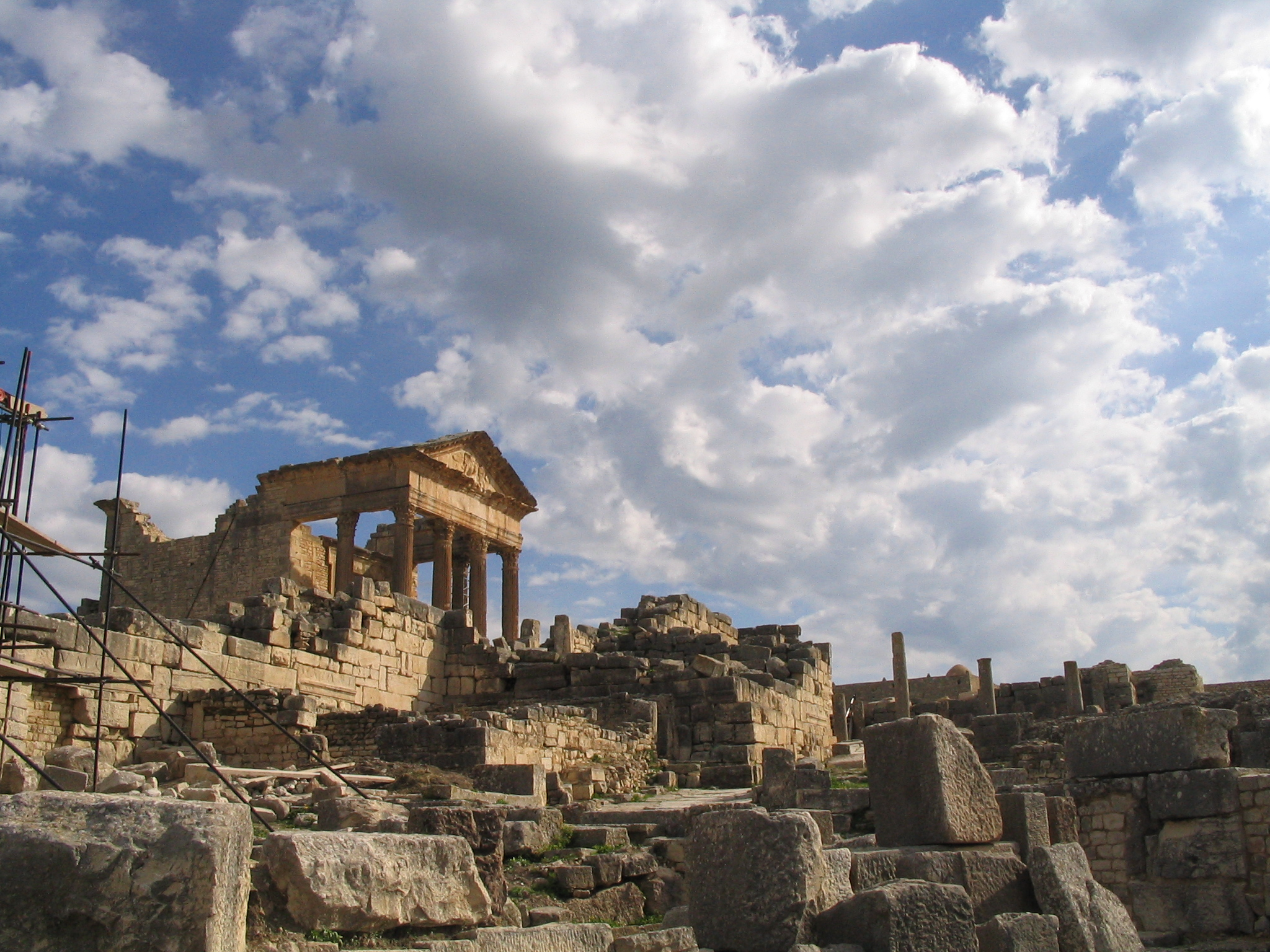
دقة الآثار
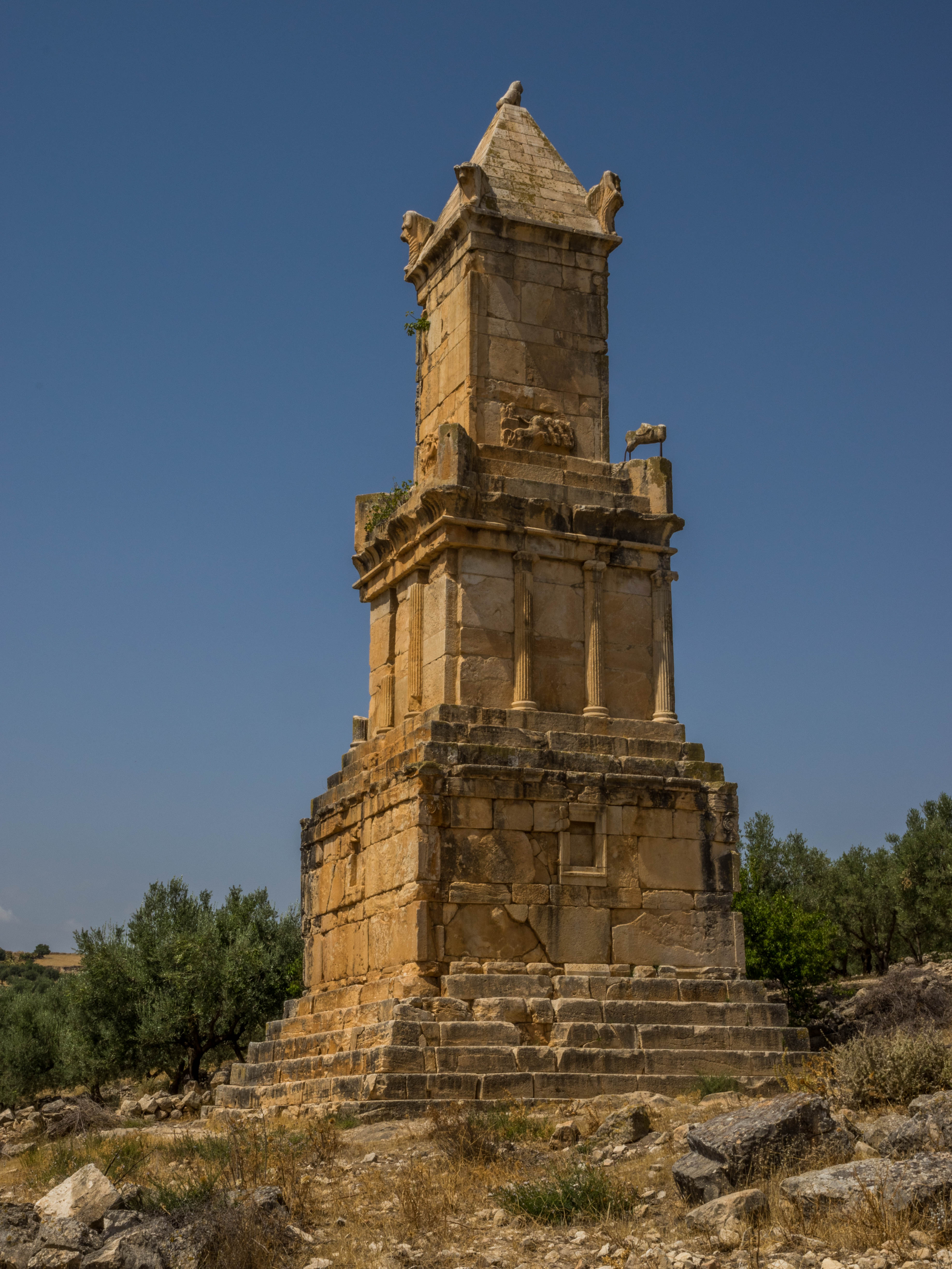
الضريح اللوبي البوني
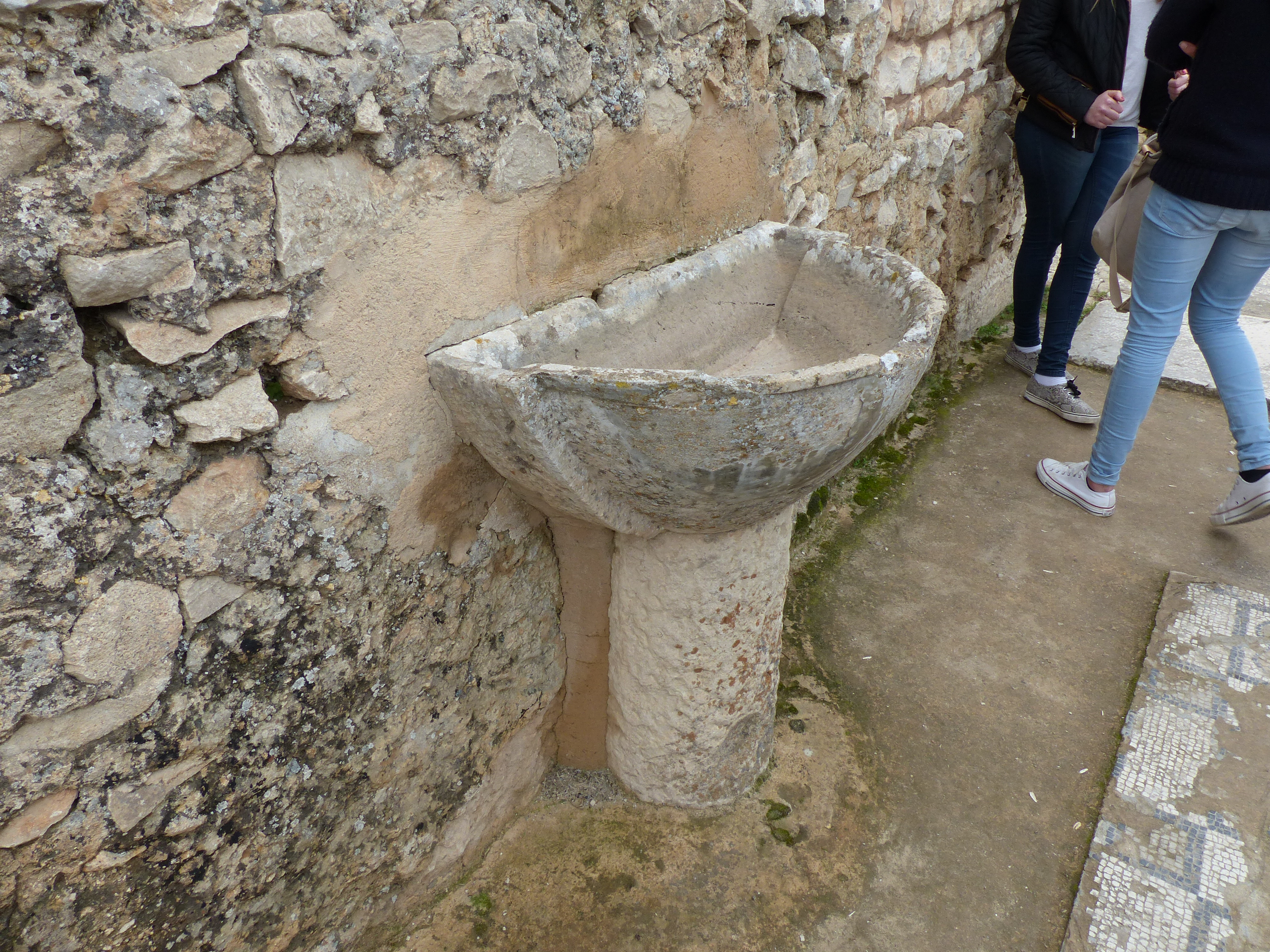
حمّام عمومي
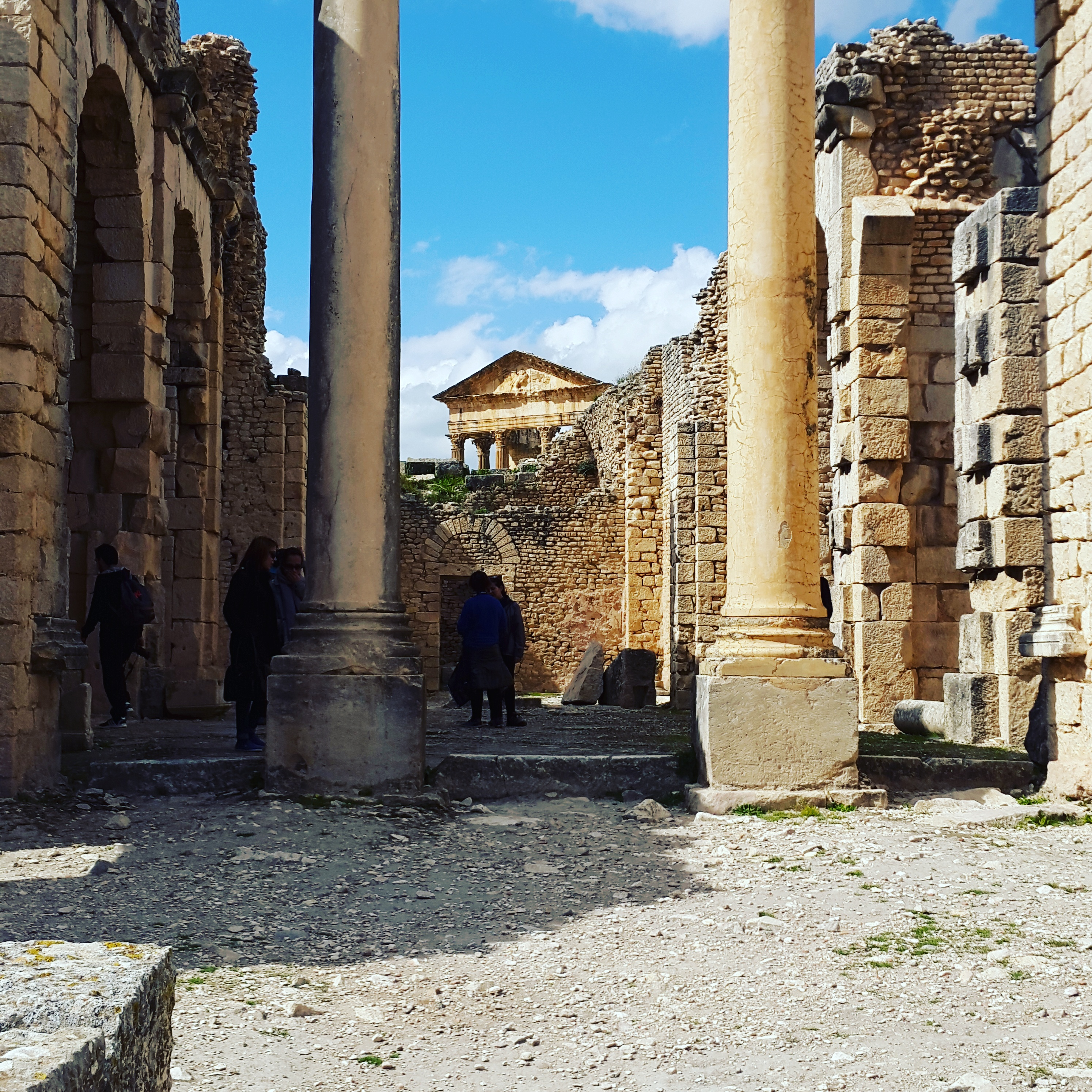
حمّام ساخن بمدينة دقة
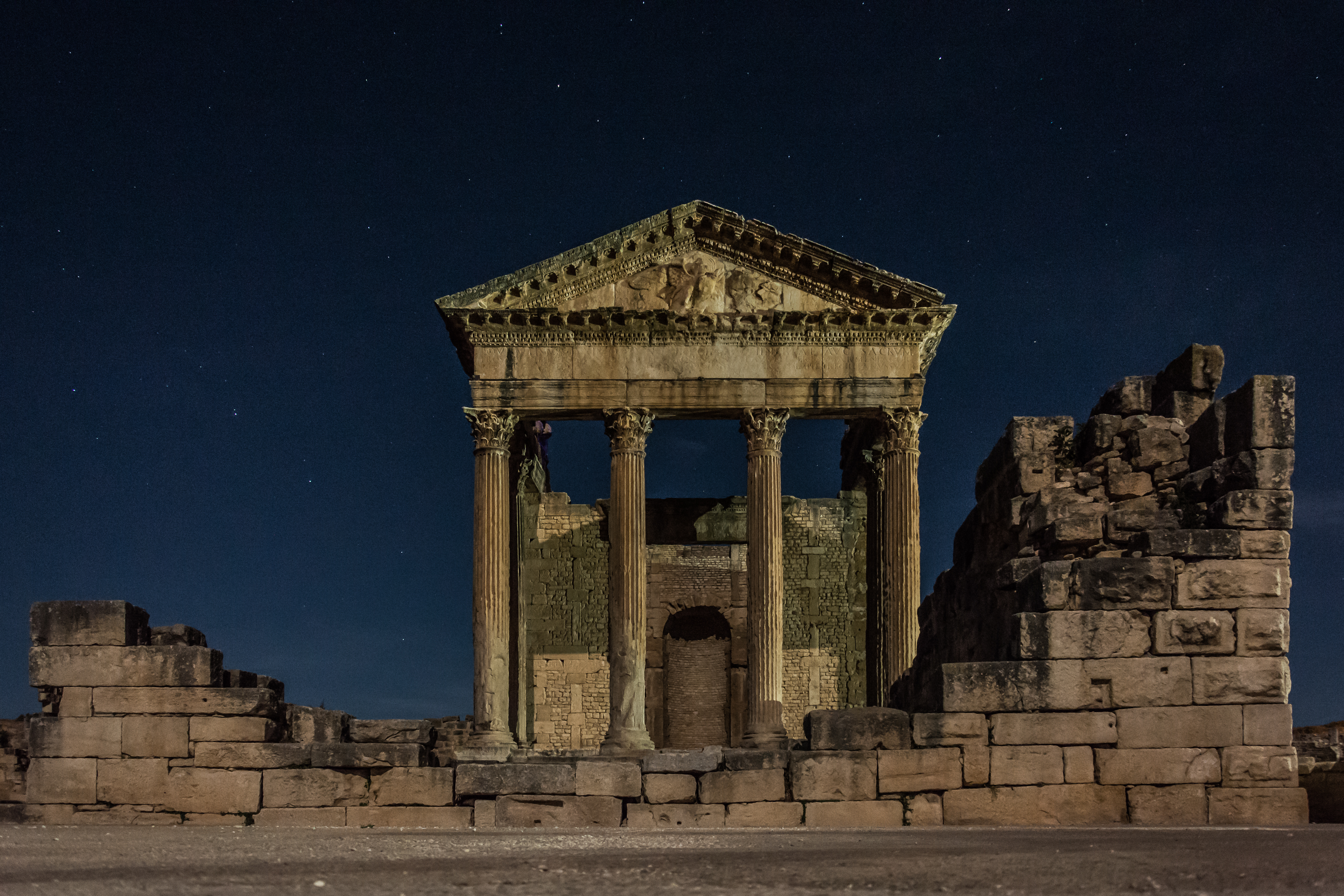
معبد بمدينة دقة
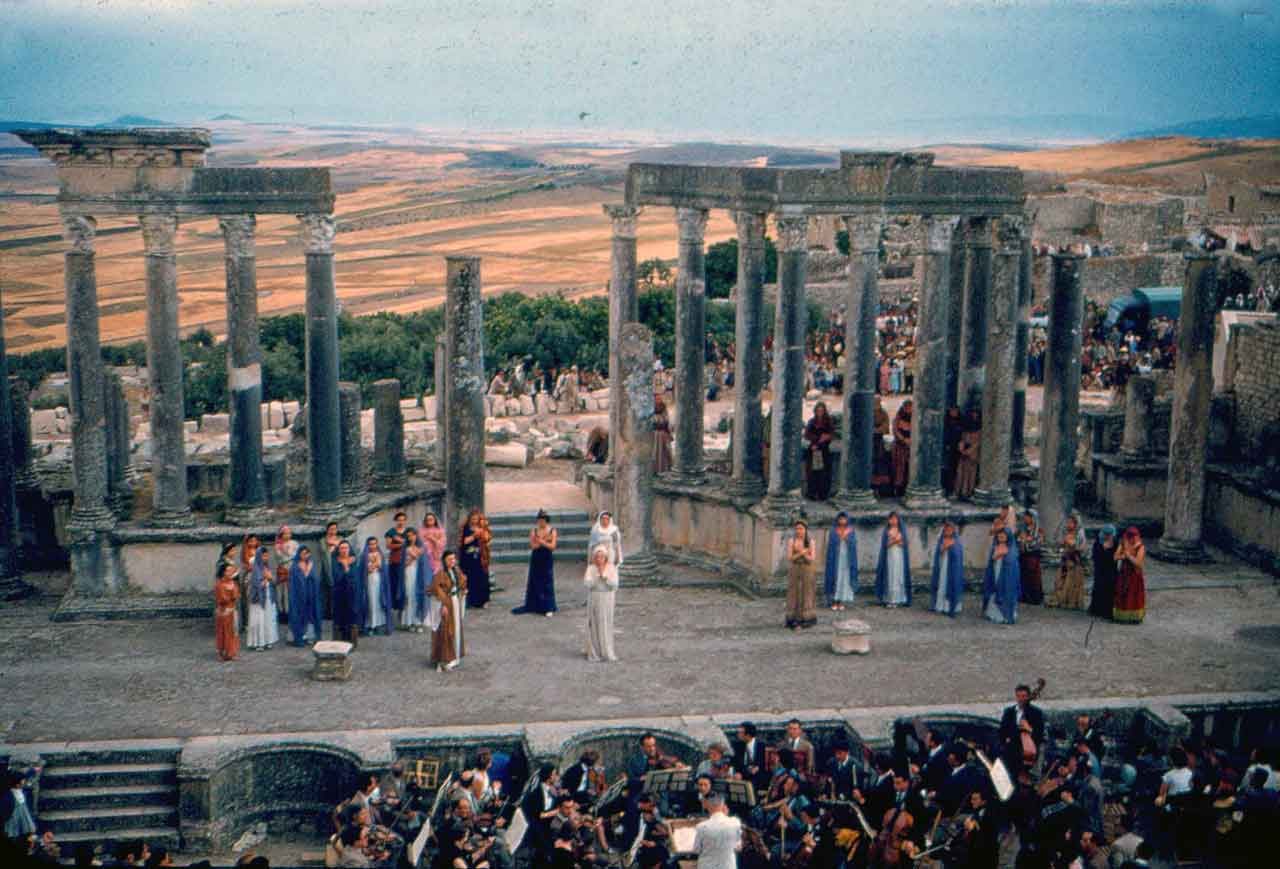
عرض بالمسرح
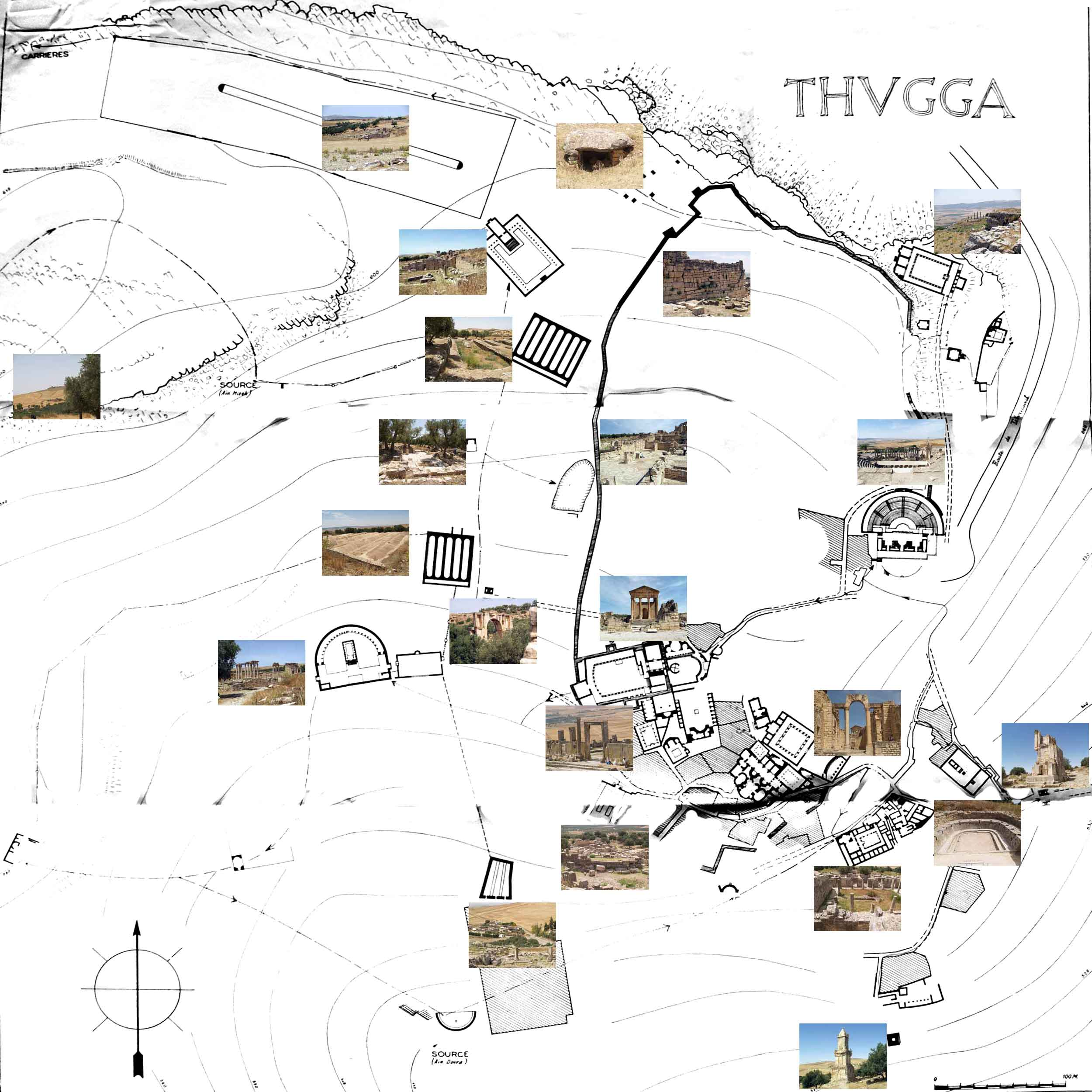
خريطة الموقع
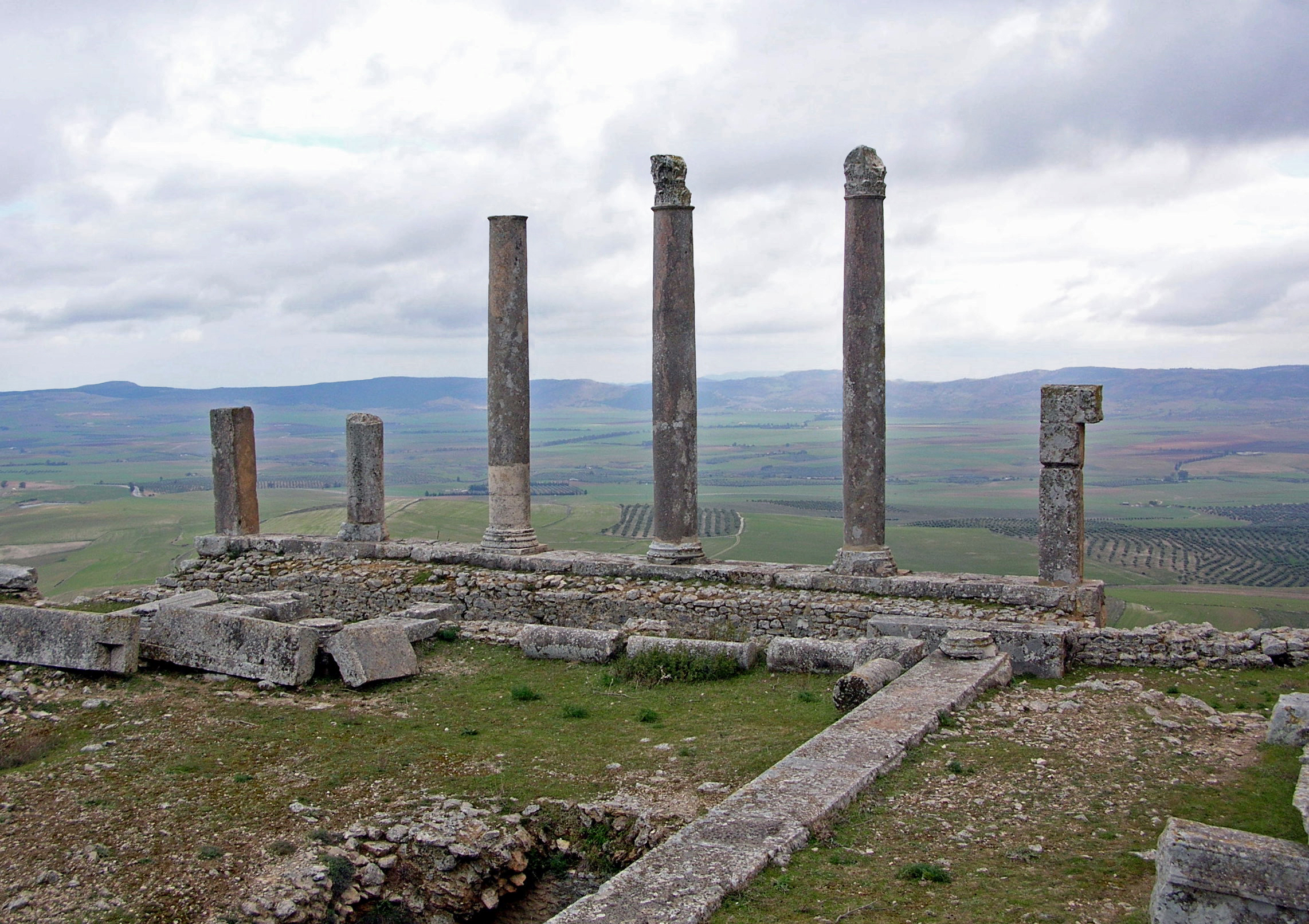
أعمدة
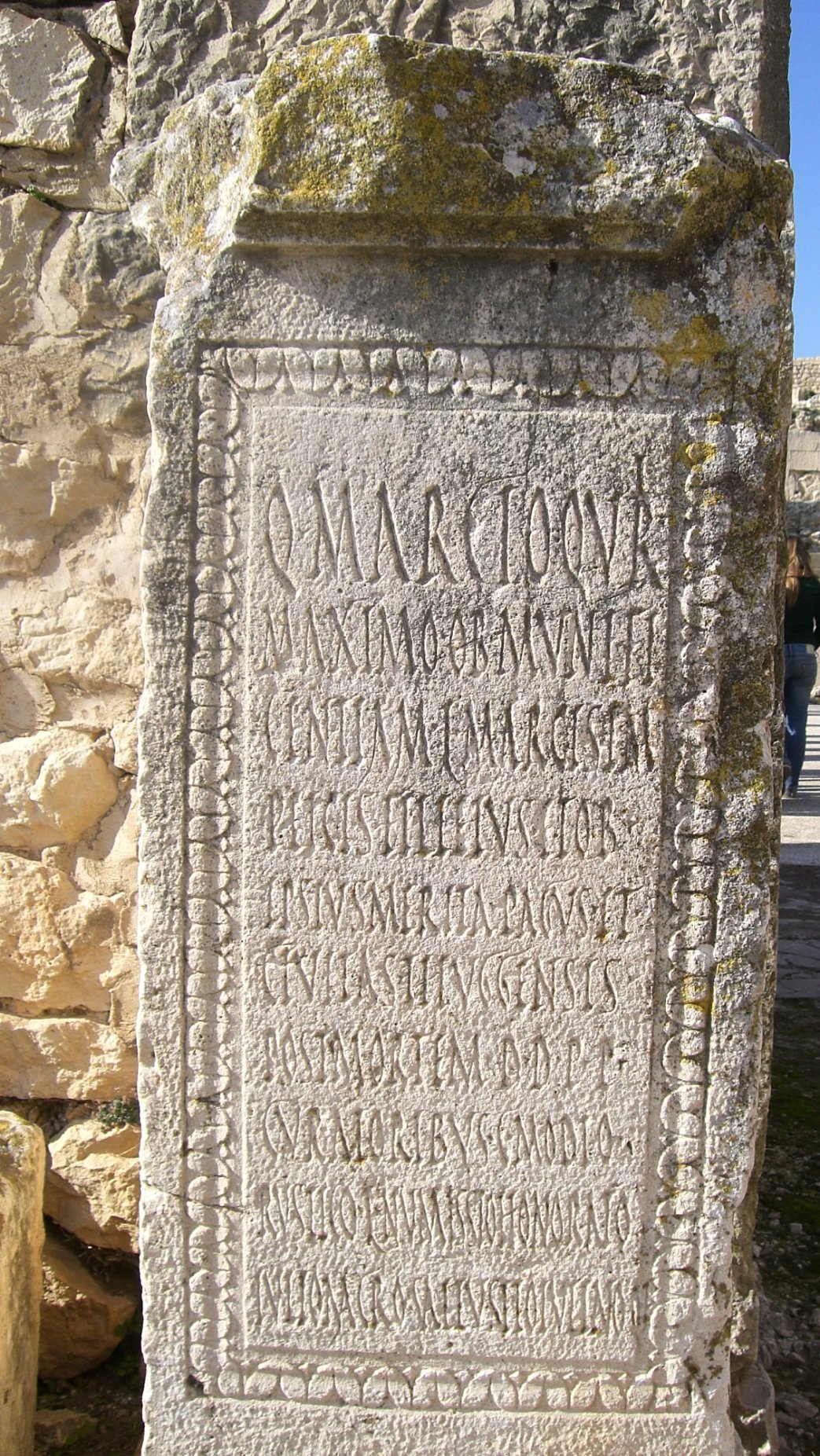
كتابات لمرسيس مكسيميس
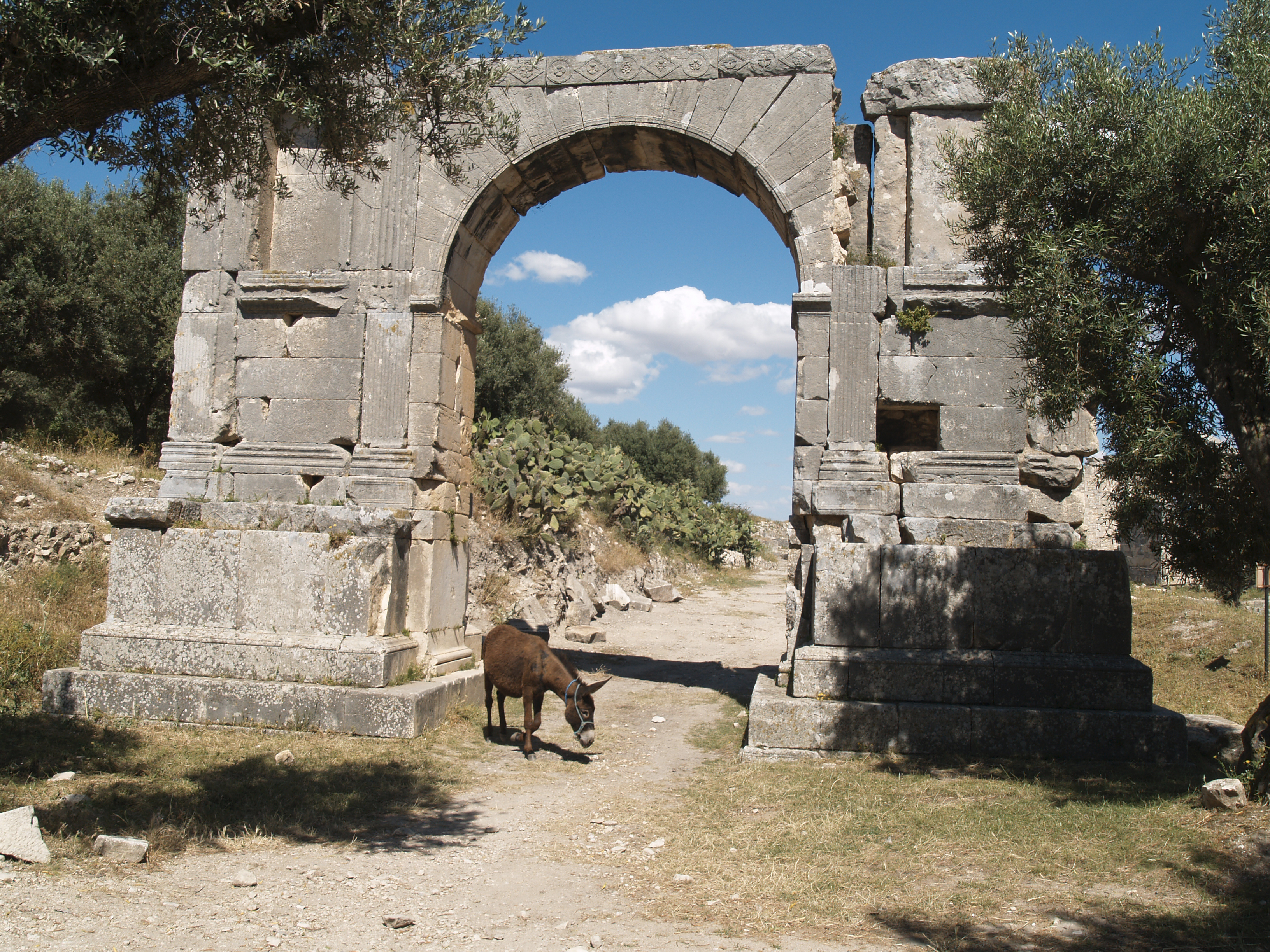
مدخل دقة القديم
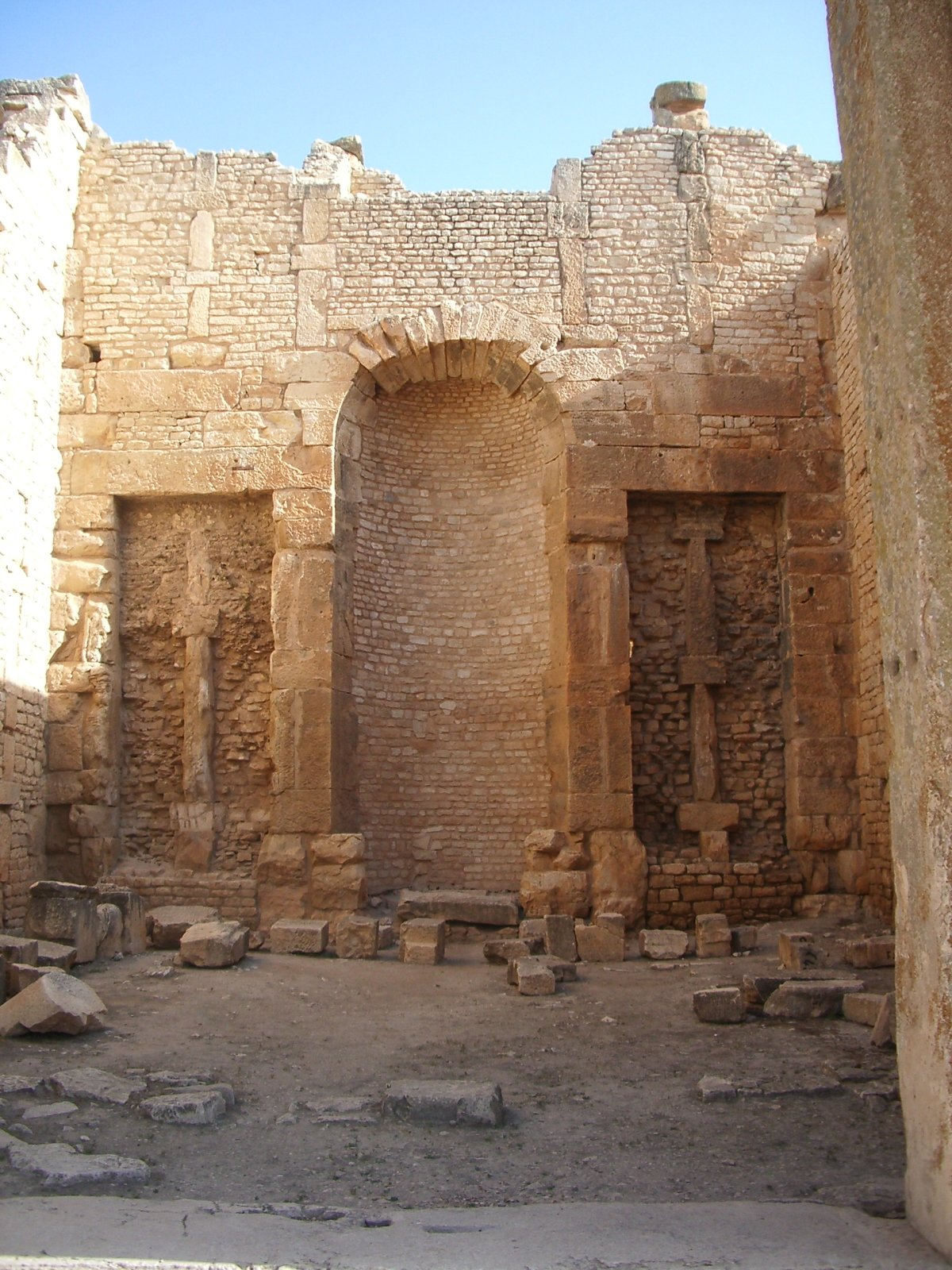
داخل المعبد
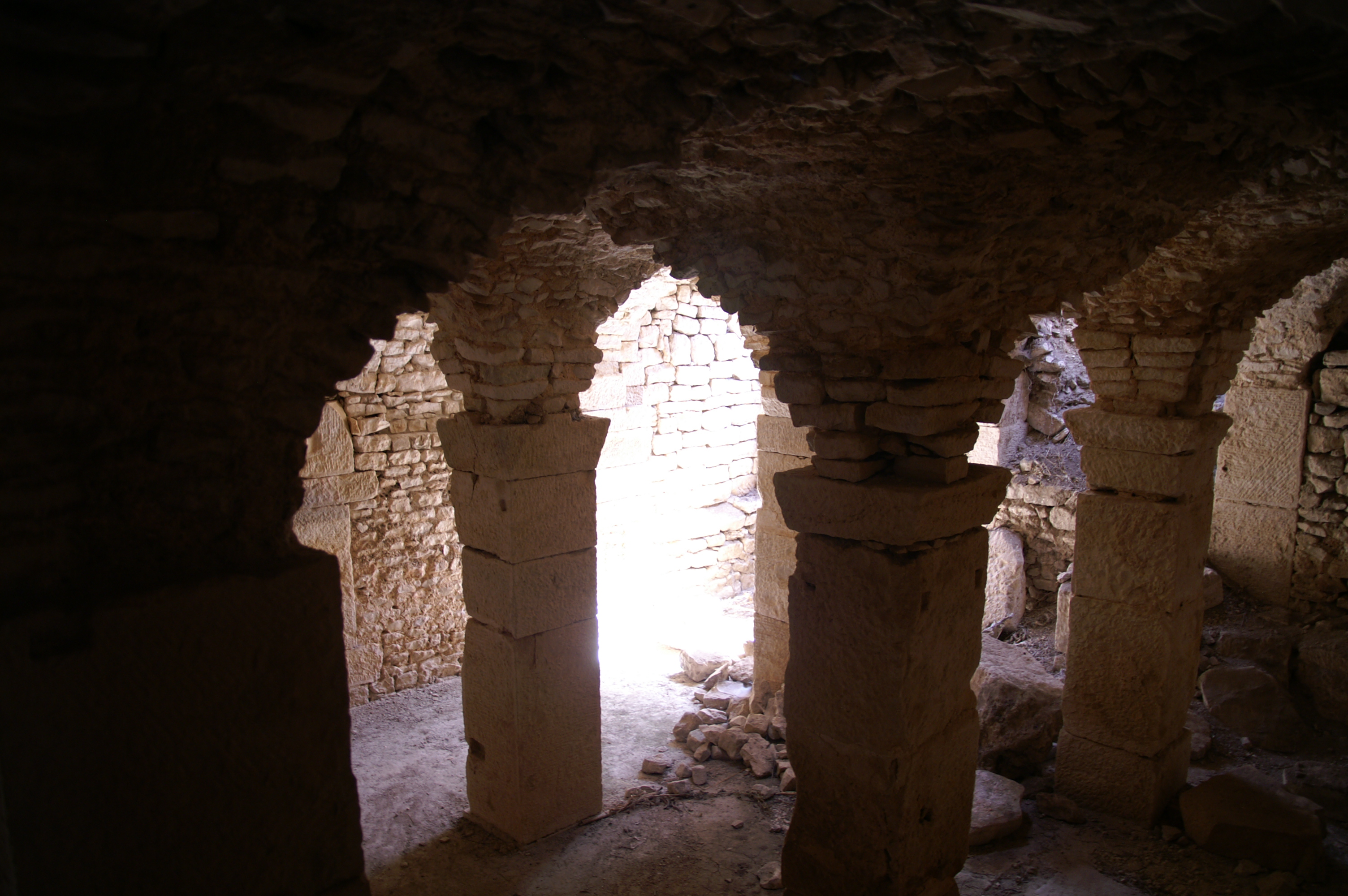
الحمامت
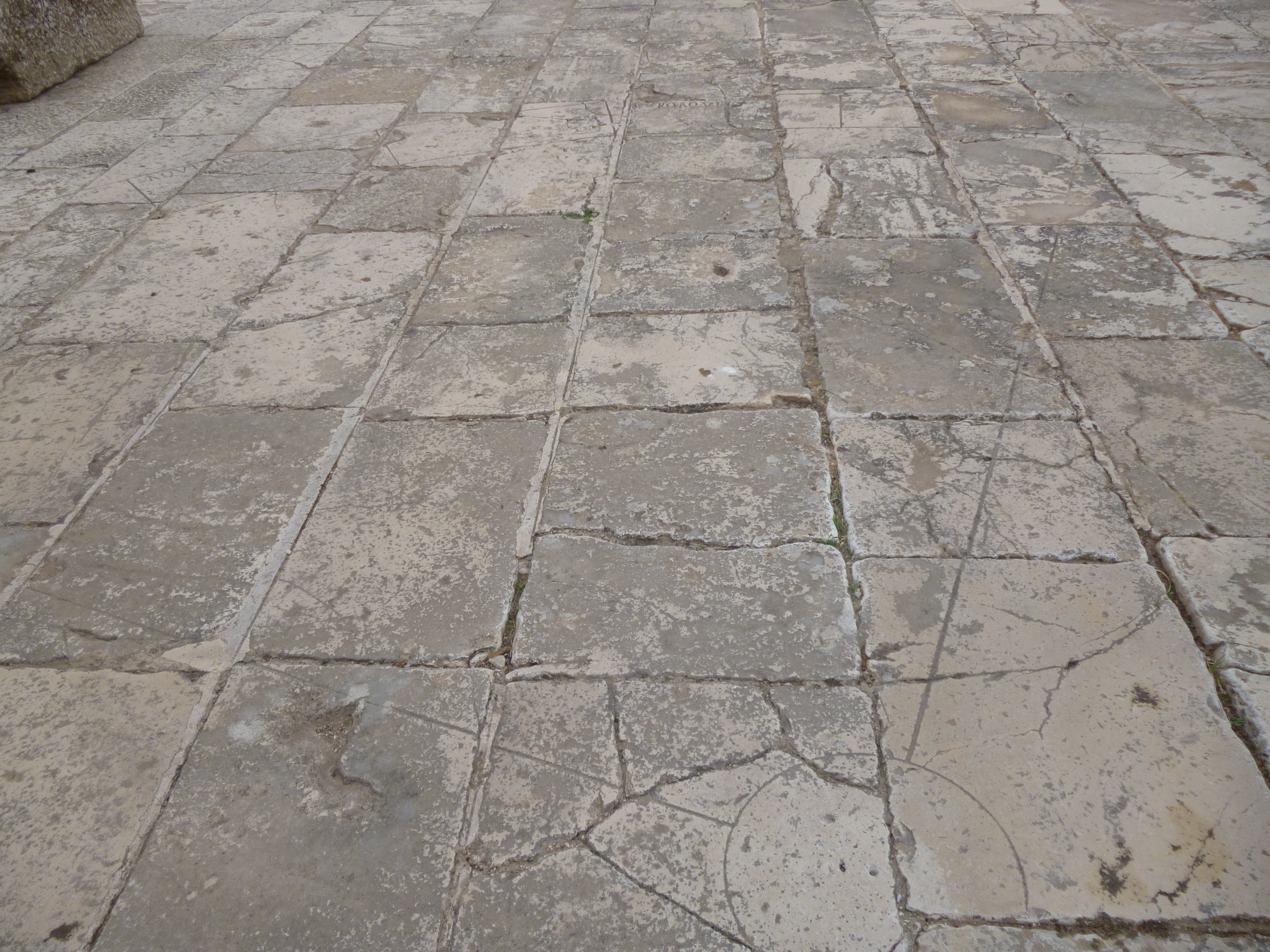
الأرضية
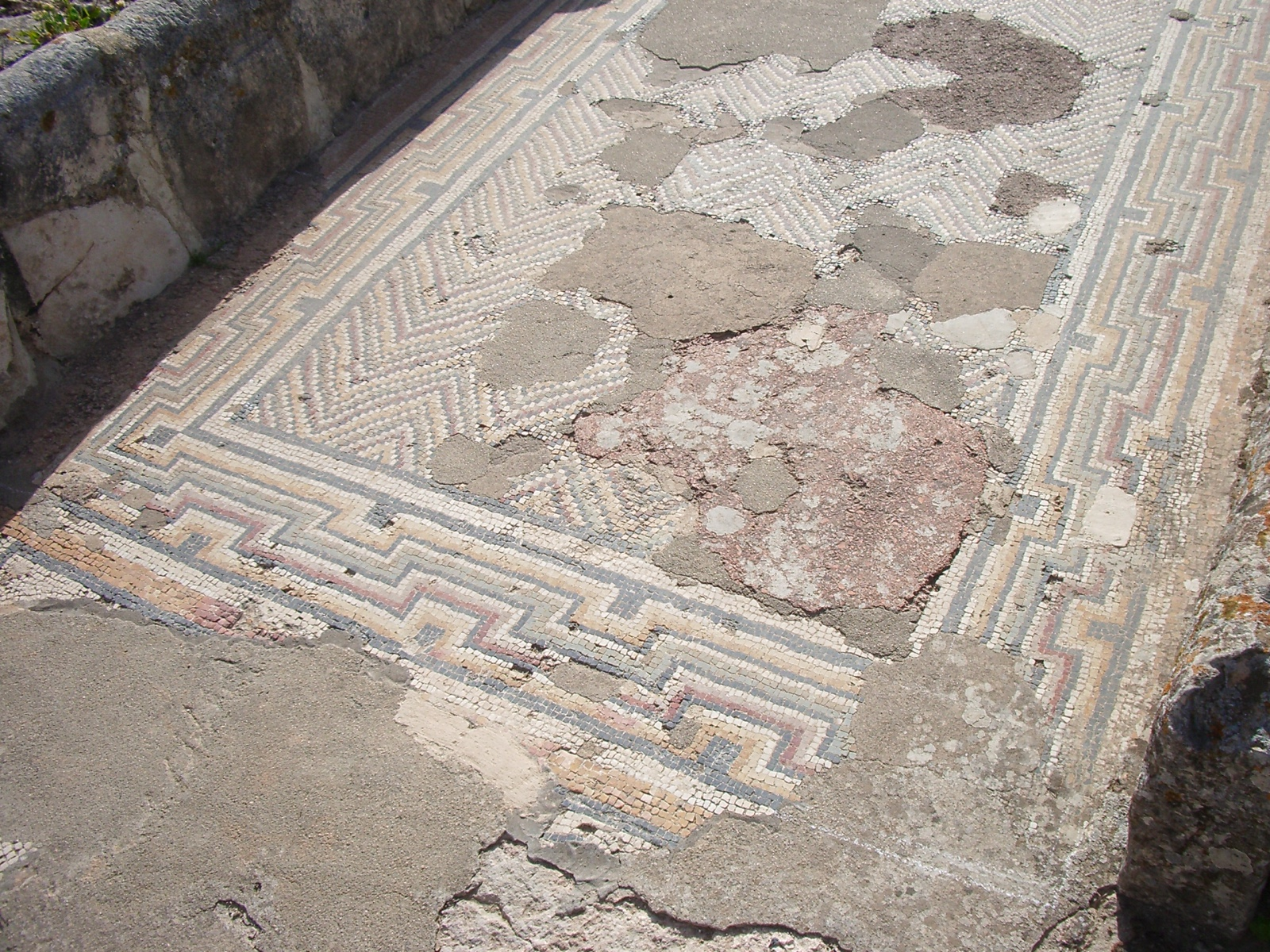
فسيفساء
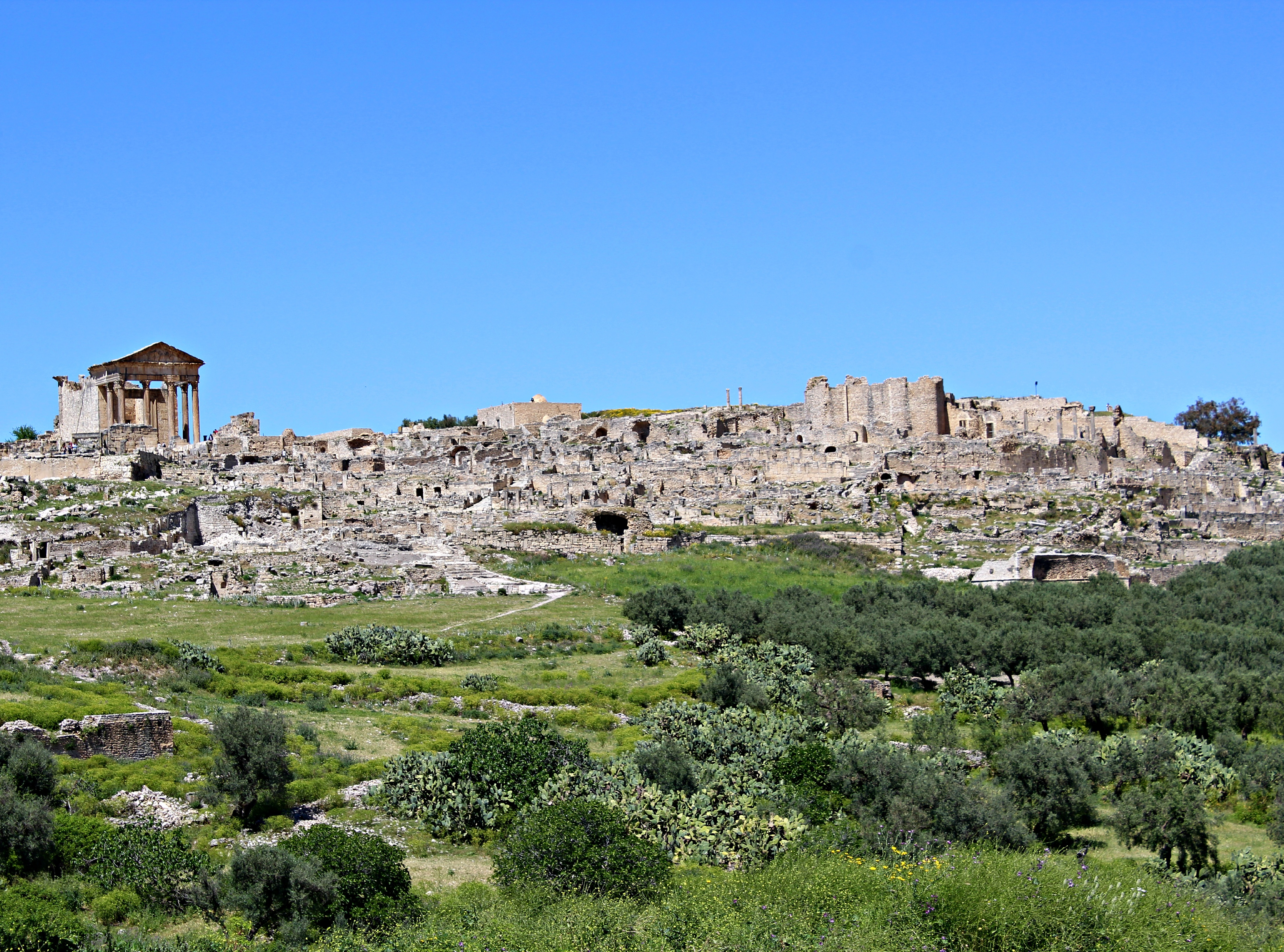
مدينة دقة التاريخية

### وصلات خارجية
- (بالإنجليزية) دقة على موقع The Princeton Encyclopedia of Classical Sites.